# Raja Alem
Raja Alem (àrab: رجاء عالم, Rajāʾ ʿĀlim) (la Meca, 1956) és una novel·lista d'Aràbia Saudita.

## Carrera professional
Raja Alem va estudiar literatura anglesa a la Universitat Rei Abdulaziz de Jiddah. Va començar escrivint al suplement cultural del diari Riyadh i l'any 1980 va començar a escriure teatre i la novel·la. L'escriptora juntament amb la seva germana, la pintora Shadia Alem, van formar una parella senyalada en el món de l'art, la cultura i la literatura, ja que van presentar un llibre sota el títol Jiniyyat Lar (Fades de Lar), una recopilació de dibuixos i paraules fets a través de la serigrafia, procés que es feia per primera vegada a l'Aràbia Saudita.
Es donà a conèixer amb la publicació de la seva novel·la Tariq al-Harir (Beirut, 1995) causant furor en el públic pel seu talent, el seu atreviment i la seva temeritat en enfrontar-se a temes tabú en el seu país. Raja ha escrit deu novel·les, cinc obres, una biografia, nombrosos relats curts i contes infantils. Ha col·laborat amb diversos artistes, fotògrafs i, sovint, apareix a l'escena cultural literària per debatre les relacions entre Est i Oest.

## Obra
- 1998: Sidi Wahdana (‘El meu senyor Wahdana’). Beirut / Casablanca: Al-Markaz al-Thaqafi al-Arabi.
- 2005: Sitr (‘Ocultació’). Beirut / Casablanca: Al-Markaz al-Thaqafi al-Arabi.
- 2007: Khàtim. Traducció castellana de Milagros Nuin. Madrid: Huerga y Fierro editores.
- 2011: Tawq al-hamam (‘El collar de la coloma’). Beirut: Al-Markaz al-Thaqafi al-Arabi.

## Premis
- 2005: Arabic Women's Creative Writing Prize
- 2008: Lebanese Literary Club Prize
- 2011: International Prize for Arabic Fiction